# Jordens fördömda
Jordens fördömda (originaltitel: Les Damnés de la terre) är en bok från 1961 av Frantz Fanon, som berör den  algeriska frihetskampen. Som psykiater utforskar Fanon den psykologiska dimensionen av kolonialismen.
Titeln anspelar på den franska texten till sången ”Internationalen”, som inleds med följande ord: ”Debout les damnés de la terre”, vilket kan översättas ”Res er jordens fördömda” (jämför den svenska texten: ”Upp trälar uti alla stater”). Bokens förord är skrivet av Jean-Paul Sartre.